# Štrpci

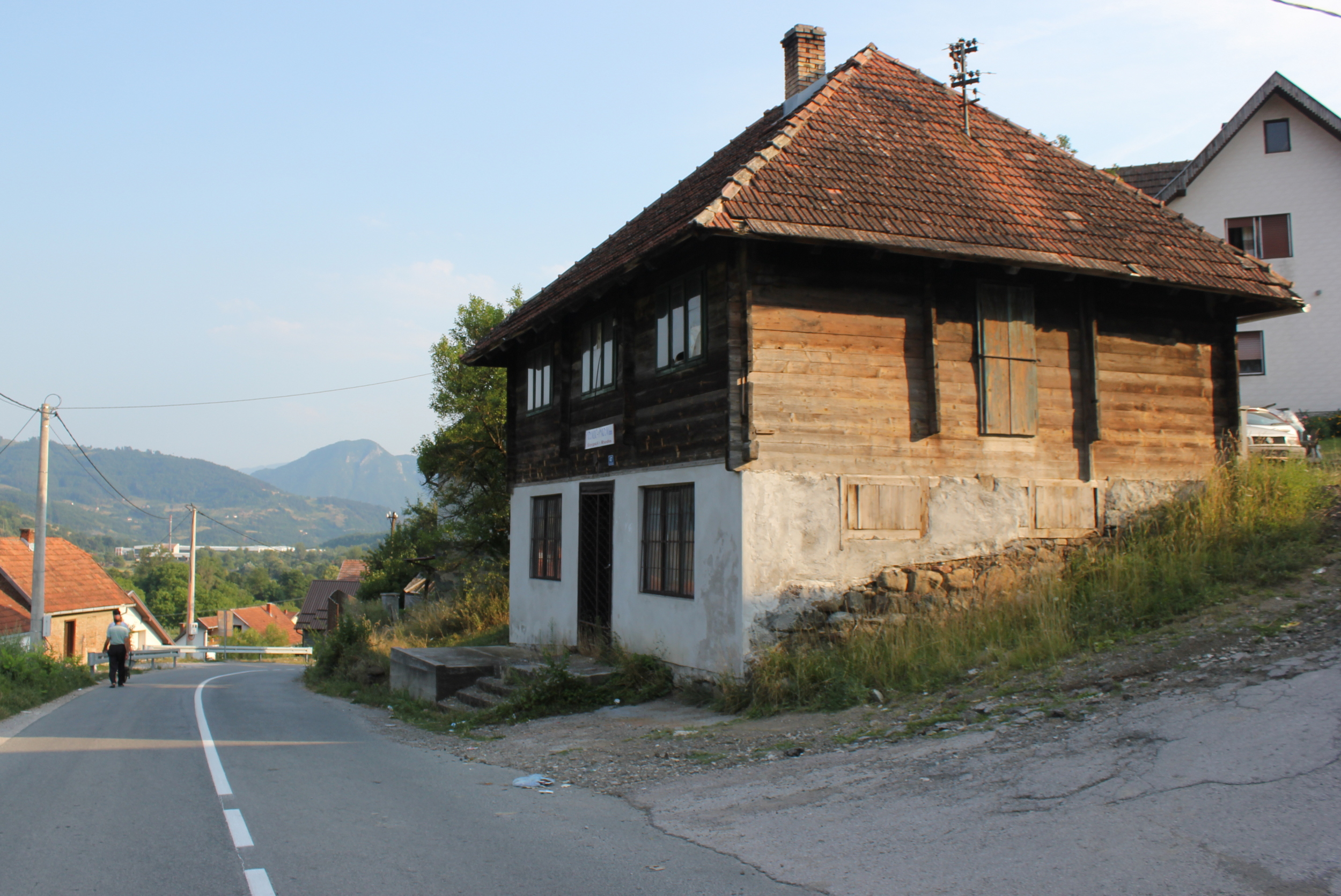
An der Hauptstraße

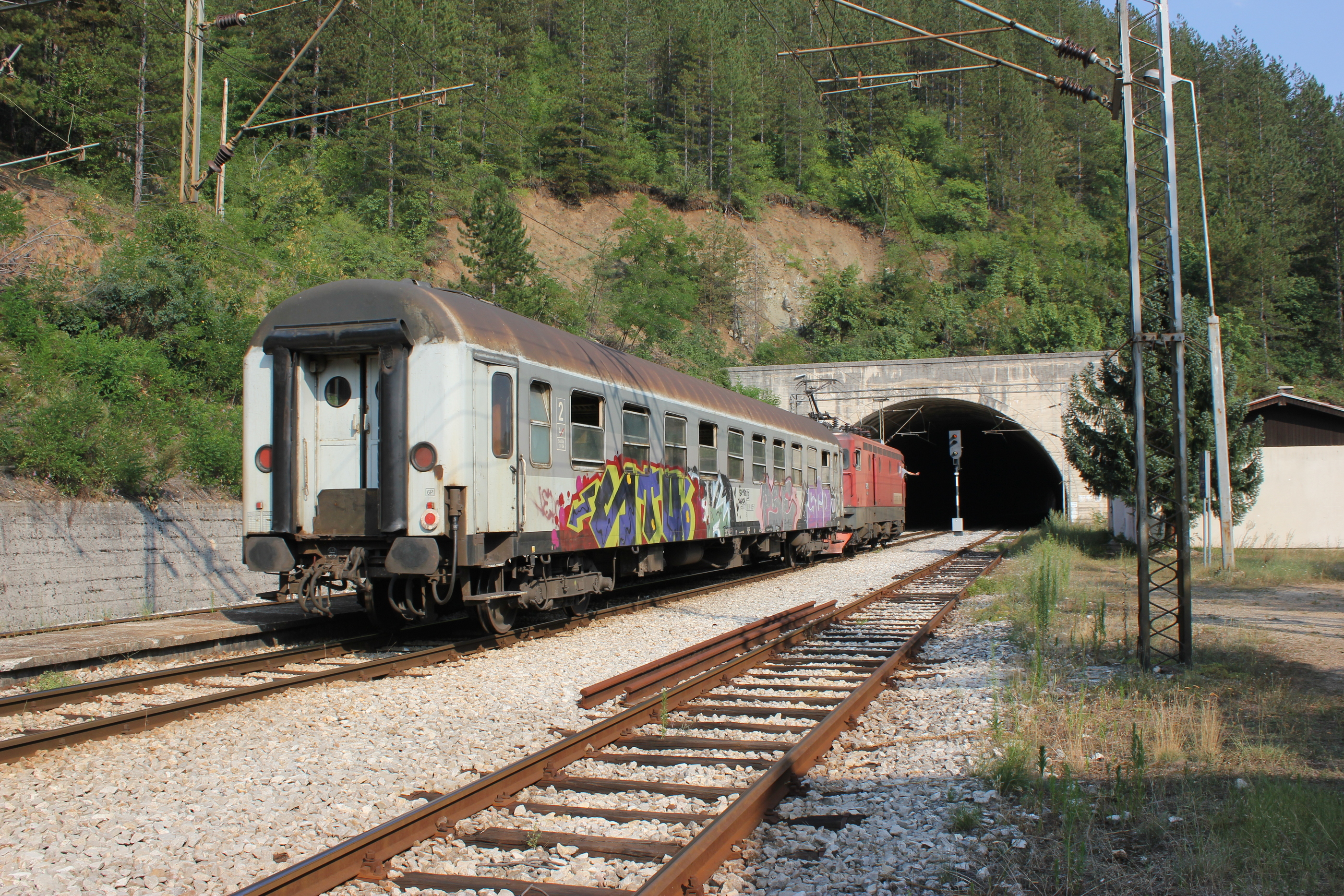
Reisezug im Bahnhof Štrpci

Štrpci (serbisch-kyrillisch Штрпци) ist ein Ort in der Gemeinde Rudo im äußersten Osten von Bosnien und Herzegowina.

## Geographie
Der Ort befindet sich am Fuß des Berges Kom (1003 m) etwa 12 Kilometer östlich von Rudo oberhalb des Flusses Uvac, der hier die Grenze zwischen Bosnien und Serbien bildet. Štrpci selbst liegt im Seitental des Zuflusses Bukovica.

## Verkehr
Einige hundert Meter oberhalb des Ortes befindet sich der Haltepunkt Štrpci der Bahnstrecke Belgrad–Bar, die hier auf einem kurzen Abschnitt bosnisches Gebiet durchquert. Der Bahnhof ist mit dem Ort durch eine unasphaltierte Serpentinenstrecke verbunden. Grenzkontrollen finden in der Regel nicht statt.
Durch den Ort selbst führt die Regionalstraße 449, die das Tal des Lim mit dem Tal des Rzav bei Dobrun verbindet und so die kürzeste Verbindung zwischen Priboj und Višegrad darstellt. Der Gemeindehauptort Rudo ist über die Regionalstraße 193 durch das Lim-Tal erreichbar, wobei bei Sjeverin serbisches Staatsgebiet durchquert werden muss. Grenzkontrollen finden jedoch nicht statt.

## Bevölkerung
Zur Volkszählung 2013 hatte Štrpci 284 Einwohner. Bei der letzten Volkszählung im Jahr 1991 bezeichneten sich von 308 Einwohnern 285 als Serben, 13 als Jugoslawen und 10 als Angehörige anderer Gruppen.

## Geschichte
Während des Bosnienkrieges wurden am 27. Februar 1993 im Bahnhof Štrpci 19 Passagiere eines Zuges der Linie Belgrad–Bar von Paramilitärs entführt und später in einem Lager nahe Višegrad unter dem Kommando von Milan Lukić ermordet.
Am 3. April 1999 wurde der Streckenwärter Vidoje Tomić in der Nähe des Bahnhofs Štrpci von SFOR-Einheiten erschossen, die die Strecke verminten, um den jugoslawischen Truppen den Nachschubweg abzuschneiden.

## Sonstiges
Štrpci verfügt über eine serbisch-orthodoxe Kirche aus dem Jahr 1908, die Grundschule „Boško Buha“, einen kleinen Laden an der Hauptstraße und ein Freibad am Uvac.